# John Sparkman
John Jackson Sparkman (ur. 20 grudnia 1899 w Hartselle, Alabama, zm. 16 listopada 1985 w Huntsville, Alabama) – amerykański polityk ze stanu Alabama. Działał w Partii Demokratycznej.
Urodził się na farmie nieopodal Hartselle w swym rodzinnym stanie. W dzieciństwie musiał pomagać na farmie, choć i uczęszczał do szkoły. Uniwersytet stanu Alabama ukończył w roku 1921 (prawo). Do palestry przyjęto go w roku 1925. Praktykował swój zawód w Huntsville.
Jego kariera polityczna rozpoczęła się wraz z wyborem do Izby Reprezentantów w roku 1936. Od tej pory nieprzerwanie zasiadał w Kongresie (1937–1946 w Izbie, oraz od 1946 w Senacie) aż do roku 1979 – a więc ponad 40 lat. Co ciekawsze w roku 1946 został jednocześnie wybrany na kolejną 2-letnią kadencję do Izby i zarazem na wakujące miejsce w Senacie. Na pełną 6-letnią senatorską kadencję wybrano go w roku 1948.
Kandydat demokratów na urząd prezydenta w roku 1952 Adlai Ewing Stevenson II zaproponował Sparkmanowi wspólny start jako kandydata na wiceprezydenta, a ten przyjął propozycję. Ale przegrali wówczas z kandydatami republikańskimi Dwightem D. Eisenhowerem i Richardem Nixonem.
Sparkman ponadto reprezentował USA w 5. zgromadzeniu generalnym ONZ w roku 1950.
Zmarł w Huntsville.